# Synagelides walesai
Synagelides walesai là một loài nhện trong họ Salticidae.
Loài này thuộc chi Synagelides. Synagelides walesai được Bohdanowicz miêu tả năm 1987.